# Луцька гімназія № 4 імені Модеста Левицького
Комунальний заклад Луцький ліцей № 4 імені Модеста Левицького Луцької міської ради Волинської області — загальноосвітній навчальний заклад ІІ—ІІІ ступенів м. Луцька. У школі 52 класи. Профілі навчання: біолого-хімічний, математичний. Тут працюють 140 висококваліфікованих вчителів і навчається понад 1500 учнів.
У школі ведуть активну діяльність шкільний актив, в особах президента та кабінету міністрів гімназійної республіки. Дані особи відповідають
за проведення більшості шкільних заходів: виставок, акцій, інтелектуальних конкурсів тощо.
У школі діє хоровий гурт «Мелодія» (керівник Дуб'юк Н. М.).

## Назва школи
Вважає себе правонаступницею Луцької української гімназії, яка функціонувала з 1918 по 1939 роки.
- 1968—1990 роки — Луцька середня школа № 4.
- 1990—2010 роки — Луцька школа-гімназія № 4.
- 2010—2022 роки  Луцька гімназія № 4 імені Модеста Левицького
- З 2022 року  Луцький ліцей № 4 імені Модеста Левицького

## Історія школи
- 1992 рік — вступила до асоціації «Відроджені гімназії України».
- 1993—1999 роки — три з'їзди різних поколінь учнів гімназії[1]

У 2018 році гімназія увійшла до п'ятірки навчальних закладів країни із найбільшим держфінансуванням.
У рейтингу шкіл Луцька 2020 року за підсумками ЗНО гімназія посіла 5 місце.
Протягом 2021—2023 років буде здійснюватись реконструкція проспекту Волі, на якому розташована школа. Планується відремонтувати фасад школи.

## Керівники
- 1964 — 1998 Поліщук В'ячеслав
- З 1998 — Мишковець Олександр [5].

## Шкільний музей
У даному навчальному закладі розташований невеликий музей народознавчого профілю «Світлиця» (свідоцтво про реєстрацію № 03 — 144, наказ управління освіти і науки Волинської обласної державної адміністрації від 05.03. 2010 р. № 112). Він діє з 5 березня 2009 року і є ланкою зв'язку минулого та сучасного, старшого покоління та молоді.
Кожна річ у музеї є живим віддзеркаленням родинного, громадського та суспільного життя наших предків. Тут — інтер'єр селянської хати з одягом, зразки гончарних виробів, старовинні меблі, знаряддя праці, колекція рушників і писанок. Біля хати — криниця зі старовинним зрубом, на її дні джерело хлюпоче (дзеркальна ілюзія), тин, де експозиція постійно оновлюється та поповнюється в залежності від пори року.
У музеї є і оригінальні експонати. Зокрема, сім'я Ореста Патлякевича, випускника гімназії 2010 року, зберегла до наших днів і віддала до музею прабабусину весільну вишивану сорочку і запаску (1950 рік). Родина Федоруків–Бердоусів передала до музею вишиті жіночі блузи та чоловічі вишиті сорочки, яким майже 100 років. Найціннішою є дитяча сорочка, вишита кісткою риби у 1949 році на Колимі Ганною Василишин, уродженкою села Сабанівка Радехівського району Львівської області, засудженою за участь у національно-визвольних змаганнях кінця 40-х років.
Згідно з вимогами ведеться документація музею: інвентарна книга, книга обліку відвідувачів та екскурсій, книга відгуків. Існує річний та перспективний план роботи музею.
Музей оснащений мультимедійним центром, який використовується у навчальних і виховних цілях.
Директорка музею: Возняк Леся Антонівна.

## Скандали
У 2019 році після того, як двоє школярів захворіли на кір, у школі припинили навчання близько двох сотень невакцинованих дітей, 110 вчителів вакцинувалися від кору. 
У квітні 2021 року батьки звинуватили вчительку музики у цькуванні дітей. Своєю чергою, директор гімназії Олександр Мишковець заявив, що це не скарга, а «письмове звернення від батьків», й розповів про створення спеціальної комісії, яка має розглянути цей інцидент.

## Випускники
- Олесь Санін (нар. 1972) — лауреат Державної премії України імені Олександра Довженка (2004), заслужений артист України (2014)[9].